# 山中酒造店
株式会社山中酒造店（やまなかしゅぞうてん）は、茨城県常総市新石下に工場と本社を置く日本の酒造会社である。

## 概要
鬼怒川に面した、かつての石下町にあり、鬼怒川の軟水を使って酒造りをしている。当主の山中家の先祖は1650年ころから当地にいたとされ、1805年に酒造業を創業した。
1944年には、関東地方の蔵としては初めて、全国新酒鑑評会で第1位になった。
1953年に法人化した。
1970年以降は、特定名称酒のみを生産する体制をとり、1980年代以降は海外輸出にも取り組んでいる。
もともとは越後杜氏が入っていたが、2002年以降は、社員のみによる酒造りが行われている。

## 主な商品
唯一のブランドである『一人娘』は、「端麗辛口」を謳っているが、「熟成感」も感じさせるとされる。

### 特定名称酒
- 清酒 一人娘 純米大吟醸  1800ml
- 清酒 一人娘 特別純米  720ml
- 清酒 一人娘 本醸造酒さやか  720ml